# Interlagos
Autódromo José Carlos Pace, známější jako Autódromo de Interlagos nebo jednoduše Interlagos, je 4,309 km dlouhý závodní okruh v brazilském São Paulu. Otevřen byl 12. května 1940. Tradiční jméno okruhu je odvozeno od skutečnosti, že se nachází mezi dvěma jezery – Guarapiranga a Billings – která byla postavena na začátku 20. století, aby zásobovala město vodou a elektřinou. V roce 1985 byl okruh přejmenován na počest jezdce formule 1 Carlosi Pacovi, který se stal obětí letecké nehody v roce 1977. Vedle okruhu se nachází motokárový okruh, pojmenovaný po Ayrtonu Sennovi.

## Formule 1
| No. | Rok  | Jezdec               | Konstruktér | Motor      | Pneu | Čas           | Délka kola | Počet kol | Rychlost     | Datum        | Grand Prix |
| --- | ---- | -------------------- | ----------- | ---------- | ---- | ------------- | ---------- | --------- | ------------ | ------------ | ---------- |
| 1   | 1973 | Emerson Fittipaldi   | Lotus       | Ford       | G    | 1:43:55,600 h | 7,960 km   | 40        | 183,822 km/h | 11. únor     | Brazílie   |
| 2   | 1974 | Emerson Fittipaldi   | McLaren     | Ford       | G    | 1:24:37,060 h | 7,960 km   | 32        | 180,615 km/h | 27. leden    | Brazílie   |
| 3   | 1975 | Carlos Pace          | Brabham     | Ford       | G    | 1:44:41,170 h | 7,960 km   | 40        | 182,488 km/h | 26. leden    | Brazílie   |
| 4   | 1976 | Niki Lauda           | Ferrari     | Ferrari    | G    | 1:45:16,780 h | 7,960 km   | 40        | 181,460 km/h | 25. leden    | Brazílie   |
| 5   | 1977 | Carlos Reutemann     | Ferrari     | Ferrari    | G    | 1:45:07,720 h | 7,960 km   | 40        | 181,720 km/h | 23. leden    | Brazílie   |
|     |      |                      |             |            |      |               |            |           |              |              | Brazílie   |
| 6   | 1979 | Jacques Laffite      | Ligier      | Ford       | G    | 1:40:09,640 h | 7,874 km   | 40        | 188,673 km/h | 4. únor      | Brazílie   |
| 7   | 1980 | René Arnoux          | Renault     | Renault    | M    | 1:40:01,350 h | 7,874 km   | 40        | 188,933 km/h | 27. leden    | Brazílie   |
|     |      |                      |             |            |      |               |            |           |              |              | Brazílie   |
| 8   | 1990 | Alain Prost          | Ferrari     | Ferrari    | G    | 1:37:21,258 h | 4,325 km   | 71        | 189,252 km/h | 25. březen   | Brazílie   |
| 9   | 1991 | Ayrton Senna         | McLaren     | Honda      | G    | 1:38:28,128 h | 4,325 km   | 71        | 187,110 km/h | 24. březen   | Brazílie   |
| 10  | 1992 | Nigel Mansell        | Williams    | Renault    | G    | 1:36:51,856 h | 4,325 km   | 71        | 190,209 km/h | 5. duben     | Brazílie   |
| 11  | 1993 | Ayrton Senna         | McLaren     | Ford       | G    | 1:51:15,485 h | 4,325 km   | 71        | 165,601 km/h | 28. březen   | Brazílie   |
| 12  | 1994 | Michael Schumacher   | Benetton    | Ford       | G    | 1:35:38,759 h | 4,325 km   | 71        | 192,632 km/h | 27. březen   | Brazílie   |
| 13  | 1995 | Michael Schumacher   | Benetton    | Renault    | G    | 1:38:34,154 h | 4,325 km   | 71        | 186,919 km/h | 26. březen   | Brazílie   |
| 14  | 1996 | Damon Hill           | Williams    | Renault    | G    | 1:49:52,976 h | 4,325 km   | 71        | 167,674 km/h | 31. březen   | Brazílie   |
| 15  | 1997 | Jacques Villeneuve   | Williams    | Renault    | G    | 1:36:09,990 h | 4,292 km   | 72        | 192,806 km/h | 30. březen   | Brazílie   |
| 16  | 1998 | Mika Häkkinen        | McLaren     | Mercedes   | B    | 1:37:11,747 h | 4,292 km   | 72        | 190,764 km/h | 29. březen   | Brazílie   |
| 17  | 1999 | Mika Häkkinen        | McLaren     | Mercedes   | B    | 1:36:03,785 h | 4,292 km   | 72        | 193,013 km/h | 11. duben    | Brazílie   |
| 18  | 2000 | Michael Schumacher   | Ferrari     | Ferrari    | B    | 1:31:35,271 h | 4,292 km   | 71        | 199,633 km/h | 26. březen   | Brazílie   |
| 19  | 2001 | David Coulthard      | McLaren     | Mercedes   | B    | 1:39:00,384 h | 4,292 km   | 71        | 184,674 km/h | 1. duben     | Brazílie   |
| 20  | 2002 | Michael Schumacher   | Ferrari     | Ferrari    | B    | 1:31:43,663 h | 4,309 km   | 71        | 200,098 km/h | 31. březen   | Brazílie   |
| 21  | 2003 | Giancarlo Fisichella | Jordan      | Ford       | B    | 1:31:17,748 h | 4,309 km   | 54        | 152,889 km/h | 6. duben     | Brazílie   |
| 22  | 2004 | Juan Pablo Montoya   | Williams    | BMW        | M    | 1:28:01,451 h | 4,309 km   | 71        | 208,517 km/h | 24. říjen    | Brazílie   |
| 23  | 2005 | Juan Pablo Montoya   | McLaren     | Mercedes   | M    | 1:29:20,574 h | 4,309 km   | 71        | 205,439 km/h | 25. září     | Brazílie   |
| 24  | 2006 | Felipe Massa         | Ferrari     | Ferrari    | B    | 1:31:53,751 h | 4,309 km   | 71        | 199,732 km/h | 22. říjen    | Brazílie   |
| 25  | 2007 | Kimi Räikkönen       | Ferrari     | Ferrari    | B    | 1:28:15,270 h | 4,309 km   | 71        | 207,973 km/h | 21. říjen    | Brazílie   |
| 26  | 2008 | Felipe Massa         | Ferrari     | Ferrari    | B    | 1:34:11,435 h | 4,309 km   | 71        | 194,866 km/h | 2. listopad  | Brazílie   |
| 27  | 2009 | Mark Webber          | Red Bull    | Renault    | B    | 1:32:23,081 h | 4,309 km   | 71        | 198,657 km/h | 18. říjen    | Brazílie   |
| 28  | 2010 | Sebastian Vettel     | Red Bull    | Renault    | B    | 1:33:11,803 h | 4,309 km   | 71        | 196,944 km/h | 7. listopad  | Brazílie   |
| 29  | 2011 | Mark Webber          | Red Bull    | Renault    | P    | 1:32:17,464 h | 4,309 km   | 71        | 198,877 km/h | 27. listopad | Brazílie   |
| 30  | 2012 | Jenson Button        | McLaren     | Mercedes   | P    | 1:45:22,656 h | 4,309 km   | 71        | 174,179 km/h | 25. listopad | Brazílie   |
| 31  | 2013 | Sebastian Vettel     | Red Bull    | Renault    | P    | 1:32:36,300 h | 4,309 km   | 71        | 198,222 km/h | 24. listopad | Brazílie   |
| 32  | 2014 | Nico Rosberg         | Mercedes    | Mercedes   | P    | 1:30:02,555 h | 4,309 km   | 71        | 203,863 km/h | 9. listopad  | Brazílie   |
| 33  | 2015 | Nico Rosberg         | Mercedes    | Mercedes   | P    | 1:31:09,090 h | 4,309 km   | 71        | 201,363 km/h | 15. listopad | Brazílie   |
| 34  | 2016 | Lewis Hamilton       | Mercedes    | Mercedes   | P    | 3:01:01,335 h | 4,309 km   | 71        | 101,393 km/h | 13. listopad | Brazílie   |
| 35  | 2017 | Sebastian Vettel     | Ferrari     | Ferrari    | P    | 1:31:26,260 h | 4,309 km   | 71        | 200,733 km/h | 12. listopad | Brazílie   |
| 36  | 2018 | Lewis Hamilton       | Mercedes    | Mercedes   | P    | 1:27:09,066 h | 4,309 km   | 71        | 210,585 km/h | 11. listopad | Brazílie   |
| 37  | 2019 | Max Verstappen       | Red Bull    | Honda      | P    | 1:33:14,678 h | 4,309 km   | 71        | 196,843 km/h | 17. listopad | Brazílie   |
|     |      |                      |             |            |      |               |            |           |              |              | Brazílie   |
| 38  | 2021 | Lewis Hamilton       | Mercedes    | Mercedes   | P    | 1:32:22,851 h | 4,309 km   | 71        | 198,663 km/h | 14. listopad | São Paulo  |
| 39  | 2022 | George Russell       | Mercedes    | Mercedes   | P    | 1:38:34,044 h | 4,309 km   | 71        | 186,431 km/h | 13. listopad | São Paulo  |
| 40  | 2023 | Max Verstappen       | Red Bull    | Honda RBPT | P    | 1:56:48,894 h | 4,309 km   | 71        | 157,109 km/h | 5. listopad  | São Paulo  |
| 41  | 2024 | Max Verstappen       | Red Bull    | Honda RBPT | P    | 2:06:54,430 h | 4,309 km   | 69        | 140,469 km/h | 3. listopad  | São Paulo  |

## Verze okruhu

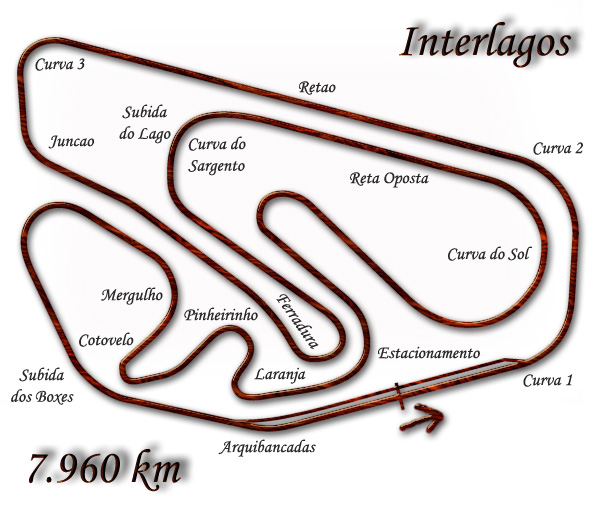
Trať od roku 1973
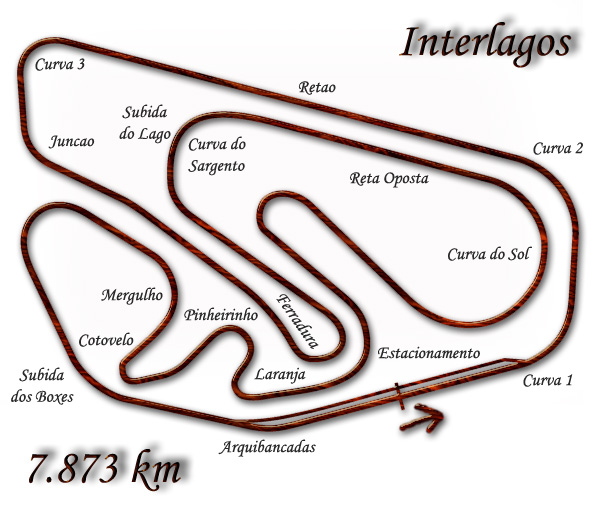
Trať od roku 1979
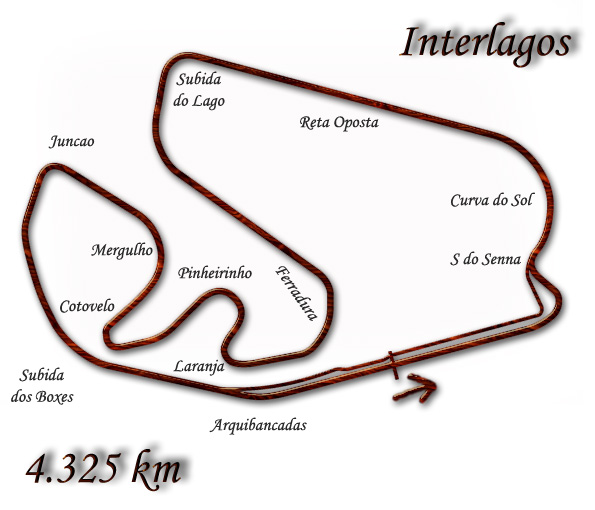
Trať od roku 1990
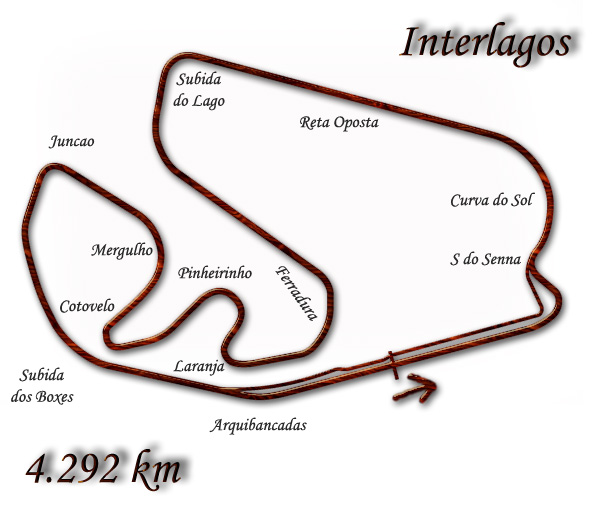
Trať od roku 1997
Trať od roku 2000